# کارلوس منا
کارلوس مِنا (اسپانیایی: Carlos Mena‎؛ زادهٔ ۱۹۷۱ میلادی) خواننده کنترتنور اپرا اهل اسپانیا است. او برادرِ «خوانخو مِنا» رهبر ارکستر است.

## زندگی‌نامه
کارلوس مِنا، موسیقی را در «اسکولا کانتروم باسیلی‌یــِن‌سیس» در شهر بازل و زیر نظرِ «ریچارد لِویت» و «رنه ژاکوبس» فرا گرفت.
از اجراهی مشهور او می‌توان به «رادامیستو» اثرِ «جرج فردریک هندل» (در نقش اصلی)؛ «اورفئو» اثرِ «کلودیو مونته‌وردی»؛ «چیرگی زمان و حقیقت» اثرِ «جرج فردریک هندل» و «اروپا ۵» اثرِ «جان کیج» اشاره کرد.
او در سال ۲۰۰۲ میلادی بابت اجرای رسیتالِ «دی آئترنیتاته» (تا ابد) با گروهِ موسیقیِ بلژیکیِ «ریسِرکار کونسور» برندهٔ جایزهٔ «دیاپازون زرین» شد.